# Vaterstädtischer Bund Hamburg

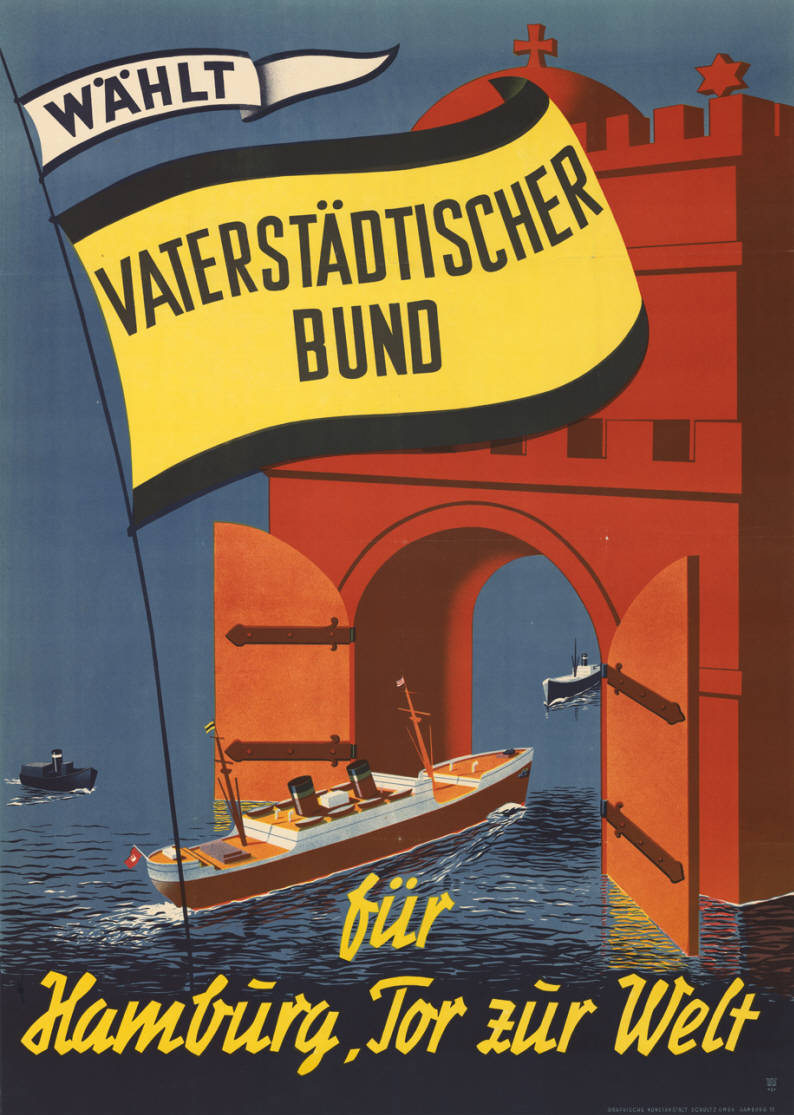
Wahlplakat zur Bürgerschaftswahl 1949

Der Vaterstädtische Bund Hamburg (Kurzbezeichnung: VBH) war zwischen 1946 und 1952 eine eigenständige Partei und zeitweise zusätzlich ein Zusammenschluss von CDU, FDP und DKP (Deutsche Konservative Partei).

## Ursprung, Idee und Gründung
Der VBH hatte das Ziel, neben der sozialdemokratischen und kommunistischen Partei eine gemeinsame liberal-konservative Partei als dritte Kraft in Hamburg zu etablieren. Der Vater der Idee war der ehemalige Hamburger Senator und DVP-Abgeordnete Paul de Chapeaurouge. Schon 1945 in der Erkenntnis, dass die Alliierten (in Hamburg die Briten) eine Bürgerschaft ernennen wollten, versuchte Chapeaurouge, dieses Vorhaben unter dem Namen Vaterstädtischer Bund Hamburg voranzutreiben. Nachdem die Alliierten die Genehmigung erteilten, Parteien zu gründen, wurde der Bund von 29 Personen ins Leben gerufen. Prominentestes Mitglied neben Chapeaurouge war der ebenfalls von der DVP kommende ehemalige Senator Hermann Carl Vering.
Schnell wurde klar, dass es nicht so einfach werden würde, neben den beiden Arbeiterparteien (SPD und KPD) eine geeinte, nichtsozialistische Partei zu profilieren. Die PFD (später FDP) und die CDP (später CDU) erhielten nach ihren Anträgen die Lizenz, sich als „Partei im Sinne der Verordnung Nr. 12 der Militärregierung“ zu geben. Der VBH versuchte, neben den beiden Parteien wenigstens die Reste der bürgerlichen und konservativen Kräfte zu sammeln. Der Bund reichte am 22. November 1945 seinen Antrag auf Lizenzierung ein. Diesem wurde aber nicht sofort stattgegeben, wenngleich die britischen Besatzer Chapeaurouge ein gutes Zeugnis ausstellten und ihn als unbelastet einstuften. Auch wenn es keine offizielle Partei war, wurde der VBH als Sammlungspartei von den Alliierten ernst genommen und als ein Auffangbecken für rechte Splitterparteien gesehen. Die Besatzungsmacht machte sogar erfolgreich Druck auf die „Partei der Bürgerschaftlichen Rechten“ und wenig später auf die „Hamburger Aufbaupartei“, sich dem VBH anzugliedern.
Eine Sammlungsbewegung neben SPD und KPD wurde nicht nur vom VBH verfolgt. Auch der Bürgermeister Rudolf Petersen versuchte, eine Fusion zwischen FDP und CDU voranzutreiben. Diese Fusion scheiterte letztlich aber auch.
Am 17. Mai 1946 gründete sich die Partei Vaterstädtische Bund Hamburg mit Genehmigung der Alliierten offiziell. Die CDU-nahe Zeitung „Hamburger Allgemeine“ kommentierte die Veranstaltung leicht spöttisch: „Man sah viele weiße Haare, wenig Jugend und vor der Tür einen reich bestellten Parkplatz.“ Zu dieser Gründungsversammlung waren Vertreter von CDU, FDP und SPD eingeladen worden, nicht aber der KPD.
Bei der Gründungsversammlung sagte Chapeaurouge in seiner Ansprache zu den Zielen des neuen Bundes:

„[…] Er [der Vaterstädtische Bund] will in seinen Reihen alle Männer und Frauen und die Jugend Hamburgs sammeln, die in den vier zugelassenen Parteien ihre politische Heimat nicht sehen, sich aber zur aktiven Mitarbeit am Aufbau Hamburgs verpflichtet fühlen. […]“

„[…] Der Vaterstädtische Bund Hamburg will über die zugelassenen Parteien bewußt weitergreifend alle rechts der Sozialdemokratie stehenden Parteien und Gruppen in praktischer Gemeinschaftsarbeit für Hamburg zusammenfassen, aus der Überzeugung heraus, daß eine solche Zusammenfassung fern aller vermeidbarer Parteipolitik eine politische und vaterstädtische Notwendigkeit ist […]“

„[…] Erstes Nahziel des Vaterstädtischen Bundes Hamburg ist die Schaffung eines ‚Wahlblock 1946‘ für die Herbstwahl 1946 zur Bürgerschaft, die alle Parteien, Gruppen und die weiten Schichten der Bevölkerung Hamburgs umfaßt, die sich nicht zu den Linksparteien zählen, um sich vor der drohenden Gefahr zu schützen, bei der Wahl von den Linken überrannt zu werden […]“

## Die Bürgerschaftswahl 1946
Am 25. Juli 1946 stellt Chapeaurouge den Vorständen von CDU, FDP, Niedersächsischer Landespartei (NLP) und Deutscher Konservativer Partei (DKP) seinen Vorschlag vor, eine Listenverbindung für die Wahl im Herbst des Jahres aufzustellen. Nach seiner Idee sollten die CDU und die FDP je ein Drittel der Sitze erhalten und der Rest auf die anderen Parteien inklusive des VBH aufgeteilt werden.
Chapeaurouge sah das von den Engländern importierte Mehrheitswahlrecht als Gefahr für das bis dahin zersplitterte bürgerliche Lager. Durch die Übermacht der SPD würden die restlichen kleineren Parteien nur wenige Sitze erhalten. Deshalb schrieb er in dem von ihm Unterzeichneten Aufruf des VBH:

„Die weiten, rechts der Sozialdemokratie stehenden Kreise der Bevölkerung, die durch Generationen in Kaufmannschaft, Seefahrt und Handwerk, in Kunst, Kultur und Wissenschaft Träger bester hamburgischer Überlieferung gewesen sind, haben ein Recht auf Mitbeteiligung an der Verantwortung für Hamburg und seiner Führung.“

„Leider sind sie heute schon wieder  in Parteien zersplittert mit kaum erkennbaren Programmunterscheiden. Sie haben in dieser Zersplitterung bei dem jetzt geltenden Wahlrecht keine Erfolgsaussicht. Sie nützen dadurch nur der Linken.“

„Allein der Zusammenschluss aller rechts der Sozialdemokratie stehenden Gruppen und Parteien kann diesen solche Erfolge bringen, daß sie in Senat und Bürgerschaft beachtet werden.“

Die Reaktion der Parteien war für den VBH ernüchternd. Außer der DKP, die sich sofort auf eine Listenverbindung einlassen wollte, waren alle anderen abwartend oder sogar ablehnend. Die FDP gab zum einen an, mit einer prononciert rückwärtsgewandten Partei wie der DKP kein Wahlbündnis eingehen zu wollen. Auf der anderen Seite scheint es, dass die FDP versuchte, als liberale Partei an die Erfolge der DDP in der Weimarer Republik anzuknüpfen, und sich mit einem eigenen Profil bessere Erfolge versprach. Sie knüpfte aber ein Wahlbündnis mit der NLP. Die CDU wartete ab und bot nach dem absehbaren Scheitern eines gemeinsamen bürgerlichen Projekts den Führungspersonen Chapeaurouge, Vering und Frahm Plätze auf ihrer Liste an. Ein anderer Grund für dieses Angebot war anscheinend auch, dass die Alliierten acht Kandidaten der CDU ablehnten und kurzfristig Ersatz gebraucht wurde.
Chapeaurouge und die CDU machten vor allem die FDP dafür verantwortlich, dass ein Bündnis nicht zustande gekommen war. Während des Wahlkampfes kam es zu einer starken Auseinandersetzung zwischen den bürgerlichen Parteien. Der VBH forderte seine Anhänger und Sympathisanten auf, die CDU zu wählen.
Bei der Bürgerschaftswahl vom 13. Oktober 1946 kam es so, wie es der VBH vermutet hatte. Durch das Wahlsystem konnte die SPD trotz „nur“ 43,2 % der Stimmen 83 (entsprechend 75,5 %) der Sitze erringen. Das bürgerliche Lager aus CDU und FDP musste sich mit 23 Sitzen abfinden.
Zwar hatte sich innerhalb von zwei Monaten die Mitgliederzahl des VBH Ende Oktober auf 1380 Personen verdoppelt, aber seine Zukunft und Stellung im Parteiensystem waren unsicher. Chapeaurouge sah aber die bis dahin bestehenden bürgerlichen Parteien nur als eine Übergangserscheinung und machte sich für die späteren Wahlen Hoffnung auf ein wirkliches Wahlbündnis. Trotzdem konnte sich der VBH, der mit Schulden aus dem Wahlkampf herauskam, als selbständige Partei nur noch bis 1947 halten.

## Die Bürgerschaftswahl 1949
Vor der Bürgerschaftswahl 1949 waren sich CDU, FDP und DKP einig über eine Neuauflage des VBH.
Einer der Auslöser für den Schritt, mit dem Bündnis ernst zu machen, war am 23. September 1949 die Verabschiedung des Gesetzes über die Schulreform. In diesem Gesetz wurde unter anderem die vierjährige Grundschule auf sechs Jahre verlängert. Die CDU- und die FDP-Fraktion verließen aus Protest an diesem Tag den Sitzungssaal. Als am 28. September 1949 die Fraktionen wieder in die Bürgerschaft traten, taten sie es als die Fraktion des Vaterstädtischen Bundes. Den Vorsitz der neu gegründeten Fraktion übernahm Chapeaurouge.
Eigentlich war die DP auch als Partner im Bündnis vorgesehen. Sie wurde aber vor allem auf Drängen der FDP wieder aus der Partnerschaft ausgeschlossen. Die DP mit ihrem teilweise militanten Auftreten schockierte so weit, dass sich die FDP am 20. September 1949 bei einer Landesausschusssitzung gegen eine Verbindung mit dieser Partei aussprach. Etwas überraschend kam diese Entscheidung vor dem Hintergrund der Koalitionsbildung zwischen CDU, FDP und DP auf Bundesebene nach der Bundestagswahl 1949.
Die drei Senatoren der FDP waren natürlich durch die gemeinsame Koalitionsaussage im Dilemma. Christian Koch zog es vor, im Senat zu bleiben und so dem VBH eine Absage zur Mitarbeit zu erteilen. Er wurde aus der FDP ausgeschlossen. Die beiden anderen Senatoren Johannes Büll und Ludwig Hartenfels traten am 1. November 1949 von ihren Posten zurück und stellten sich in den Dienst des Bündnisses.
Bei der Wahl erhielten der VBH unter der gemeinsamen Führung von de Chapeaurouge und Edgar Engelhard (FDP) zusammen 34,5 % der Stimmen und 40 Sitze. Gegen die SPD mit 65 Sitzen kam aber die Wahlverbindung nicht an. In der Nachlese rechnete zum Beispiel „Die Welt“ vor, dass ein gemeinsames Bündnis mit der DP eine Mehrheit gebracht hätte. Schon bei der ersten Sitzung der Bürgerschaft verzichteten die Abgeordneten darauf, als VBH gemeinsam aufzutreten.

## Ende des VBH
Chapeaurouge war der Ansicht, dass „sein“ VBH weiterleben würde und bei der Wahl 1949 nur den bürgerlichen Parteien die Möglichkeiten gegeben habe, unter einem Dach Wahlkampf zu führen. Mit dem Tod des Gründers des VBH am 3. Oktober 1952 war das endgültige Aus der Partei besiegelt.
Aus dieser Idee eines Bündnisses aus bürgerlichen und konservativen Parteien entstand der Hamburg-Block (HB). Das Bündnis aus CDU, DP, FDP und BHE wurde zur Hamburger Bürgerschaftswahl am 28. September 1953 gegründet.